# Lourdes Munguía
Lourdes Munguía (Cidade do México, 12 de dezembro de 1960) é uma atriz mexicana.

## Biografia
Iniciou sua carreira no fim da década de 1970, no filme Amor a la mexicana. A primeira telenovela que participou foi Gabriel y Gabriela em 1982. Desde então participou de várias telenovelas entre as que se encontram Muchachita, Destino, Pueblo chico, infierno grande, El privilegio de amar, Así son ellas, Amar otra vez, Heridas de amor e Cuando me enamoro.
Em 2013 participou da novela Mentir para vivir. Sua personagem seria uma grande vilã, mas isso não ocorreu.
Posou para a Playboy em 2004. E voltou a ser capa da revista em julho de 2013, aos 52 anos.

## Carreira

### Telenovelas
- Vencer el pasado (2021-2022) - Caridad "Yoaly" Martínez
- Por amar sin ley (2018-2019) - Lourdes
- Sin tu mirada (2017-18) - Cristina
- Que te perdone Dios (2015) - Isabel Muñoz
- Muchacha italiana viene a casarse (2014-15) - Joaquina
- Mentir para vivir (2013) - Lila Martín de Sánchez Fernández
- Abismo de pasión (2012) - Carolina "Carito" Meraz
- Por ella soy Eva (2012) - Amante de Juan Carlos
- Triunfo del amor (2011) - Marcela de Ríos
- Cuando me enamoro (2010-2011) - Constanza Monterrubio de Sánchez
- Hasta que el dinero nos separe (2010) - Laura Fernández del Villar "La Burguesa"
- Atrévete a soñar (2009) - Lucía
- Verano de amor (2009) - Violeta Palma
- Mañana es para siempre (2008-2009) - Dolores "Dolly" de Astorga #1
- Fuego en la sangre (2008) - María Libia Reyes
- Amar sin límites (2006-2007) - Emilia
- Heridas de amor (2006) - Daira Lemans
- La esposa virgen (2005) - Aída Palacios
- Amar otra vez (2003-2004) - Estela Bustamante de Montero
- Así son ellas (2002) - Irene Molet de Villaseñor
- Aventuras en el tiempo (2001) - Rosalba
- Por un beso (2000-2001) - Prudencia Aguilar
- Rayito de luz (2000) - Mamá de Rayito
- DKDA: Sueños de juventud (2000) - Paula Insuaín
- Por tu amor (1999) - Alma Ledezma de Higueras / Myra Rivas
- El privilegio de amar (1998-1999) - Ofelia Beltrán
- Pueblo chico, infierno grande (1997) - Altagracia "La Cheraneca"
- Tú y yo (1996-1997) - Alejandra
- Agujetas de color de rosa (1994-1995)
- Destino (1990)- Cecilia Jiménez
- Muchachita (1986) - Rosa Sánchez
- Gabriel y Gabriela (1982) - Dora

### Filmes
- Inesperado amor (1999)
- Me tengo que casar/Papá soltero (1995)
- Cómo fui a enamorarme de ti? (1990)
- Los Camaroneros (1988)
- La Muerte del palomo (1981)
- Amor a la mexicana (1979)

### Series
- La rosa de Guadalupe (2008) - Iracema (1 capítulo)
- Papá soltero (1988) - Paulina (episodio "La manzana de la discordia")
- Chespirito(1985) - Como uma Atriz (episodio "La Chimoltrufia Superestrella")

### Teatro
- Que rico mambo (2014) - Rebeca Monteros